# NGC 1463
NGC 1463 (również PGC 13807) – galaktyka spiralna (Sa), znajdująca się w gwiazdozbiorze Sieci. Odkrył ją John Herschel 6 października 1834 roku.